# بیمارستان مرکزی فرده
بیمارستان مرکزی فرده (به لاتین: Førde Central Hospital) یک بیمارستان در نروژ است که در فورده واقع شده‌است.